# Você nasceu para ser granfina
Você nasceu para ser granfina (na grafia original, Você nasceu p'ra ser granfina) é um samba de Laurindo Almeida, gravado em  5 de abril de 1939 por Carmen Miranda com o Conjunto Regional. Foi lançado juntamente com outra composição de Almeida, "Mulato anti-metropolitano", pela Odeon Records.